# Rankweil
Rankweil ist eine Marktgemeinde im österreichischen Bundesland Vorarlberg. Mit 12.157 Einwohnern (Stand 1. Jänner 2025) ist sie die zweitgrößte Gemeinde im Bezirk Feldkirch und die achtgrößte Gemeinde in Vorarlberg.
Bekannt ist Rankweil auch als Wallfahrtsort durch die 1985 zur Basilica minor erhobene Liebfrauenbergkirche, die auch im Rankweiler Wappen zu sehen ist. Als Schulstandort mit drei höheren Schulen hat die Marktgemeinde für die Region Vorderland besondere Bedeutung.

## Name
In Urkunden des Klosters St. Gallen aus dem Zeitraum 774 bis 920 finden sich Schreibweisen zu Orten in Vorarlberg, u. a. auch „Vinomna“ für Rankweil im Jahr 774. Der ursprüngliche Name Vinomna wurde erstmals im 11. Jahrhundert in einem Einkünfte-Rodel des Bistums Chur eingedeutscht als „Rankwil“ bzw. „Rankweil“ erwähnt. Es gibt mehrere Deutungen für diesen Namen, beispielsweise soll er abgeleitet von Rank für Krümmung sein. Daraus soll sich auch das neulateinisch verwendete Wort Rancovilla abgeleitet haben. Eine andere Deutung geht davon aus, dass es sich um einen Personennamen handelt: Rankeirus oder Raikairus.

## Geografie
Rankweil liegt im oberen Vorarlberger Rheintal in der Grenzregion zur Schweiz (St. Galler Rheintal) und zum Fürstentum Liechtenstein, auf 468 Meter Seehöhe. Rankweil ist die drittwestlichste Gemeinde Österreichs. Rund 70 % der 22 km² großen Gemeinde liegen in der Rheinebene, der Rest im größtenteils bewaldeten Hügelland.
Zwischen dem Hohen Sattel (752 m) im Süden und dem Sattelberg (575 m) im Norden bei Klaus bildet die Rheinebene die geschützte Bucht des Vorderlandes mit ausgesprochenem Gunstklima, das anspruchsvolle landwirtschaftliche Kulturen erlaubt. 30 % der Fläche Rankweils sind bewaldet.
Der größte Bach des Ortes ist die Frutz, ein längerer Wildbach an der Nordgrenze. Östlich der sogenannten „Fabrik“, am Übergang vom Hügelland ins Rheintal wird von der Frutz der Mühlbach abgezweigt. Seit 1846 erfolgt die Abzweigung etwas weiter oberhalb mittels eines Stauwehrs, Rotes Tor genannt. Der Mühlbach, der künstlich durch Rankweil geführt wird, hat früher bis zu 23 Wasserkraftanlagen angetrieben. Die erste Wasserkraftnutzung erfolgte schon im Jahr 1300. Das größte Kraftwerk läuft heute in der ehemaligen Spinnerei, jetzt „Fabrik“ genannt. Der Mühlbach wird auch zur Wasserentnahme durch die Feuerwehr genutzt.
Ortsteile der Gemeinde sind Brederis und Rankweil.

### Nachbargemeinden
Die Marktgemeinde Rankweil hat gemeinsame Gemeindegrenzen mit zehn anderen Gemeinden im Bezirk Feldkirch. Dies sind (von Norden aus im Uhrzeigersinn) Koblach, Röthis, Sulz, Zwischenwasser, Laterns, Übersaxen, Satteins, Göfis, Feldkirch und Meiningen.

## Geschichte
Zur Zeit des Römischen Reiches war das heutige Rankweil unter dem Namen „Vinomna“ ein wichtiger Verkehrsknotenpunkt, an dem die befestigten römischen Straßen zusammenliefen, unter anderem die Hauptverkehrsstraße von Chur nach Augsburg. Die erste urkundliche Erwähnung erfolgte 842.
1375 verkauften die Grafen von Montfort die Herrschaft Feldkirch, und damit Rankweil, an die Habsburger. Diese verwalteten ihre im heutigen Vorarlberg gelegenen Herrschaftsgebiete abwechselnd von Tirol und Vorderösterreich (Freiburg im Breisgau) aus. Im späten Mittelalter, in der Zeit der Appenzellerkriege (1405–1429, zwischen dem mit Habsburg verbündeten Fürstabt von St. Gallen und den ihnen untergebenen Appenzellern) ergab sich die Herausbildung der in der Neuzeit abgeschlossenen staatlichen Territorien.
Signifikant dafür waren unterschiedliche Bündnisse der Städte und der Stände, wie auch die Herrschaft Feldkirch (Rankweil) mit den Hofleuten zu Altstätten, Berneck und Marbach mit der Stadt St. Gallen sowie mit den Landleuten am Eschnerberg. 1398 erfolgte die Gründung eines Klosters der Klarissinnen im Wald von „Valduna“, das 1782 im Zeitalter des aufgeklärten Absolutismus aufgehoben und abgebrochen wurde.
1405 erfolgte durch die Aufnahme der Herrschaft Feldkirch und damit von Rankweil, die eigentliche Gründung des nach eidgenössischem Vorbild organisierten Bundes ob dem See, des wichtigsten Bündnisses dieser Zeit. Dieser dehnte sich rasch aus (u. a. Bludenz, Rankweil, Sax, Gaster und Toggenburg). Gewagte militärische Unternehmungen und Erhebungen gegen die Herrschaft der Habsburger (Tirol, Allgäu, Thurgau) waren kurzfristig erfolgreich und führten zur Zerstörung zahlreicher Adelsburgen. Am 13. Januar 1408 unterlag der Bund jedoch bei Bregenz dem habsburgischen Ritterheer.
1618 wurde Rankweil das Marktrecht verliehen. Von 1805 bis 1814 gehörte es mit Vorarlberg zu Bayern, dann wieder zu Österreich. Zum österreichischen Bundesland Vorarlberg gehört Rankweil seit der Gründung 1918. Der Ort war 1945 bis 1955 Teil der französischen Besatzungszone in Österreich.

## Politik

### Gemeindevertretung
In Vorarlberg wählen die Bürger alle fünf Jahre die Mitglieder der Gemeindevertretung durch Ankreuzen eines Listen-Wahlvorschlages bzw. durch Mehrheitswahl wenn kein Listenvorschlag vorliegt. Weiters den Bürgermeister durch Ankreuzen eines Wahlvorschlages.
Die Gemeindevertretung wählt in der konstituierenden Sitzung aus ihrer Mitte – sofern keine Wahl durch die Bürger zustande kam – gemäß § 61 Gemeindegesetz einen Bürgermeister und dann einen mindestens dreiköpfigen Gemeindevorstand. Die Zahl dieser „Gemeinderäte“ darf aber gemäß § 55 den vierten Teil der Zahl der Gemeindevertreter nicht übersteigen.
Der Bürgermeister führt den Vorsitz bei den generell öffentlichen Sitzungen der Gemeindevertretung, in denen kommunale Belange besprochen und Beschlüsse gefasst werden. Beobachter haben kein Mitspracherecht und kein Stimmrecht. Die Gemeindevertretung kann nach Bedarf Ausschüsse bestellen. Sitzungen des Gemeindevorstandes und der Ausschüsse sind nicht öffentlich.

#### Sitzverteilung nach den Wahlen
- Gemeindevertretungswahlen 1985: ÖVP 22, SPÖ 6, FPÖ 1, Interessengem. VBG 1.[7]
- Gemeindevertretungswahlen 1990: ÖVP 14, SPÖ 8, FPÖ 4, Forum 3, Interessengemeinsch. 1.[8]
- Gemeindevertretungswahlen 1995: ÖVP 16, SPÖ 6, FPÖ 4, Forum 3, IV Rankweil-Brederis 1.[9]
- Gemeindevertretungswahlen 2000: ÖVP 15, FPÖ 6, GRÜNE 5, SPÖ 3.[10]
- Gemeindevertretungswahlen 2005: ÖVP 17, GRÜNE 9, SPÖ 5, FPÖ 2.[11]
- Gemeindevertretungswahlen 2010: ÖVP 21, GRÜNE 7, SPÖ 3, FPÖ 2.[12]
- Gemeindevertretungswahlen 2015: ÖVP 18, GRÜNE 10, SPÖ 3, FPÖ 2.[13]
- Gemeindevertretungswahlen 2020: ÖVP 22, GRÜNE 8, SPÖ 2, FPÖ 1.[14]
- Gemeindevertretungswahlen 2025: ÖVP 13, GRÜNE 12, FPÖ 5, SPÖ 3.[15]

### Bürgermeister
- 1885–1888 Josef Rheinberger
- 1888–1891 Johann Jakob Scheidbach
- 1891–1897 Josef Fröhlich
- 1897–1906 Johann Jakob Scheidbach
- 1906–1907 Josef Fröhlich
- 1907–1915 Johann Wendelin Nachbaur
- 1915–1919 Jakob Abbrederis
- 1919–1936 Joseph Längle
- 1936–1938 Seraphin Reich
- 1938–1945 Hans Jenny
- 1945–1957 August Fröhlich[16]
- 1957–1964 Herbert Keßler[16]
- 1964–1978 Rudolf Ammann[16]
- 1978–1990 Thomas Linder (ÖVP)[16]
- 1990–2008 Hans Kohler (ÖVP)[16]
- 2008–2019 Martin Summer (ÖVP)[17][18]
- seit 29. April 2019 Katharina Wöß-Krall (ÖVP)[19]

### Bevölkerungsentwicklung
Per 1. Jänner 2013 waren 11.741 Personen in Rankweil gemeldet. Im Vergleich zu 2011 (siehe Grafik) bedeutet dies einen Zuzug von 174 Personen. Insgesamt gibt es 4.858 Haushalte, in 1.214 davon leben Kinder oder Jugendliche. In 3.644 Haushalten gibt es keine Kinder oder Jugendliche. Die durchschnittliche Haushaltsgröße in Rankweil beträgt 2,5 Personen.
In Rankweil leben insgesamt 1.458 Familien. 234 davon sind Alleinerzieher. In drei Prozent aller Familien leben vier oder mehr Kinder. In über 80 Prozent der Familien leben ein oder zwei Kinder. Im Jahr 2012 wurde Rankweil als „familieplus“-Gemeinde ausgezeichnet – eine Landesauszeichnung für familienfreundliche Gemeinden.

## Kultur
In Rankweil gibt es 125 Vereine. Rund 40 davon sind Sportvereine, gefolgt von 12 Kulturvereinen und je neun Vereinen aus den Bereichen Musik, Religion/Kirche und Familie.
Seit den 1990er Jahren behauptet sich das Alte Kino Rankweil in der Vorarlberger Kulturszene. Der Verein ist vor allem in folgenden Bereichen aktiv: Blues, Kabarett, Theater, Film, Rock, Kleinkunst und Mundart. Von Zucchero über Bryan Adams, Gianna Nannini und Amy McDonald bis hin zu Dave Brubeck und Hubert von Goisern sind nationale und internationale Stars bereits in Rankweil aufgetreten.

## Regelmäßige Veranstaltungen
Folgende große Veranstaltungen finden jährlich in Rankweil statt:
- Faschingsumzug (alle zwei Jahre)
- die Kilbi, ein Volksfest
- das Kellerfest
- Rankweiler Sommer: ein Ferienprogramm in den Sommermonaten mit über 40 verschiedenen Veranstaltungen

## Sehenswürdigkeiten

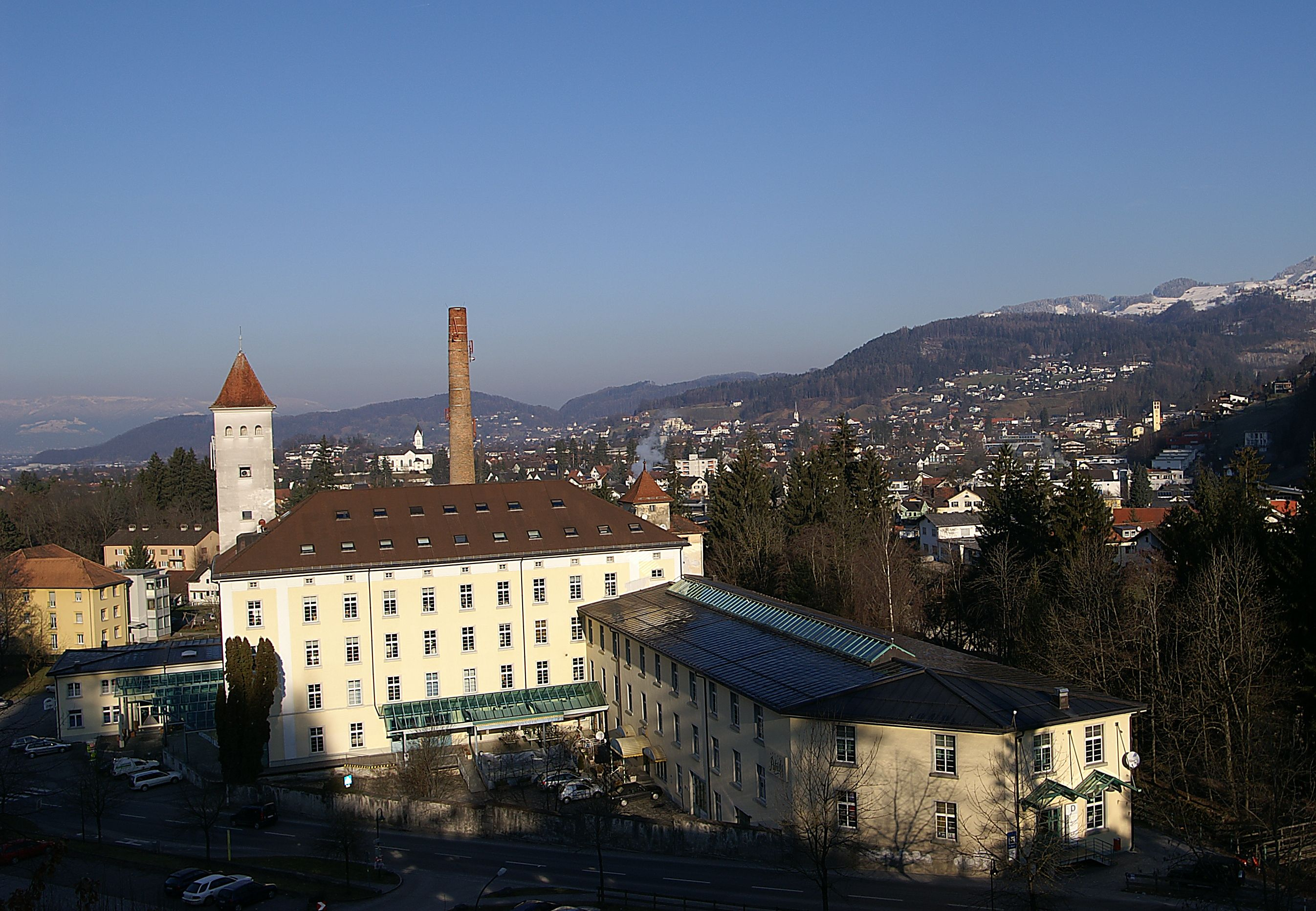
Spinnerei-Gelände (heute Gewerbepark)

### Profanbauten
- Spinnerei Rhomberg: Diese Anlage wurde 1839 von Ohmaier erbaut und ist mit wenigen Zubauten in zwei Bauphasen entstanden. Das Gebäude gehört zu den ältesten Spinnereibauten des Landes. Durch die Lage zwischen Wasser und Straße waren keine Ausdehnungsmöglichkeiten vorhanden, sodass notgedrungen ein kompaktes Objekt entstand, das mit der Topographie wie verwachsen scheint. Die ruhigen Volumen, Fensterfronten und nicht zuletzt der gut aufgesetzte Wasserturm ergaben einen seltenen Industriebau.
- Ireppe vom Usschällar am Berg: Vermutlich gleichzeitig mit dem Bau des Pfarrhofes im Jahr 1704 wurde der „Verkündtstoa“ errichtet. Dieser diente für die Bekanntgabe amtlicher Verlautbarungen und sonstiger Mitteilungen nach dem Amt am Sonntag. Dringende Verlautbarungen wurden vom „Usschällar“ an insgesamt 65 auf das ganze Dorf verteilten Plätzen verkündet, wobei er seine Kundmachungen so wie auf dem „Verkündstoa“ mittels Handglocke ankündigte. Letztmals war der „Usschällar“ im Jahr 1955 im Einsatz.
- Volksschule Markt: Errichtet 1846/47 vom Rankweiler Baumeister Franz Josef Weiß nach staatlichen Einheitsplänen für eine Schule mit vier Klassenzimmern und einer Lehrerwohnung anstelle des baufälligen Mesnerhauses der Pfarre St. Peter. Im Jahr 1899 erhielt die Schule zum Anlass des 50-jährigen Regierungsjubiläums von Kaiser Franz Joseph ein zweites Stockwerk sowie einen Turnhallenanbau. Der Zubau für die Sonderschule Rankweil-Vorderland erfolgte im Jahr 1983.
- Ehemaliges Gasthaus Löwen: In diesem mächtigen barocken Satteldachhaus aus der zweiten Hälfte des 18. Jahrhunderts befand sich nach mündlicher Überlieferung früher der Gasthof Löwen, der dann um 1890 an den Marktplatz (heute Bahnhofstraße 2) verlegt wurde. 1873 richtete hier Johann Alois Häusle eine Schlosserei ein. Die meisten der zahlreichen Gasthäuser des weitum bekannten und gut besuchten Wallfahrtsortes Rankweil standen in unmittelbarer Nähe zum Liebfrauenberg an der Ringstraße. Sie trugen vorwiegend religiös motivierte Namen und sind teilweise noch heute in Betrieb.
- Mühlbach: Aus einem Nebengerinne der Frutz entstanden, wird der Mühlbach 1302 urkundlich erstmals erwähnt. Seit damals wurde er zur Energieerzeugung genutzt, so säumten Mühlen, Sägen, Schmieden, aber auch eine Baumwollspinnerei sowie eine Papier- und Leimfabrik seine Ufer. Im Jahre 1879 wurde durch die Energie des Mühlbachs erstmals elektrischer Strom in Rankweil erzeugt. 1928 zählte man am Mühlbach 22 Wasserkraftwerke. Heute sind dank privater Betreiber noch zehn in Betrieb.
- Altes Waschhaus: Das Ende des 19. Jahrhunderts erbaute Waschhaus des Gasthof Hirschen war möglicherweise das einzige Gebäude dieser Art am Mühlbach und zeugt von der renommierten Stellung der Gaststätte. Nach dem Auskochen der Wäsche im Waschhaus gingen die Frauen über die eigens angelegte Treppe zum Mühlbach, um die Wäsche dort auszuschwenken.
- Rathaus: Der Ursprung des Gebäudes geht auf die Zeit vor 1500 zurück, aus der noch die Kellergewölbe erhalten sind. Seit 1822 befindet es sich im Besitz der Marktgemeinde Rankweil, 1885 wurde es letztmals erweitert. In den letzten 200 Jahren fand das Gebäude als Gerichtshaus, Gemeindeamt, Archiv, Schulhaus, Armenhaus, Bank und als Wohnung für Lehrer, Gemeindearzt und Gendarmeriebeamte Verwendung. Seit der Renovierung 1998 dient das Gebäude der Marktgemeinde Rankweil wieder als Rathaus.
- Sigmund-Nachbauer-Denkmal: Josef Sigmund Nachbauer (* 16. Februar 1759 in Rankweil) war einer der herausragenden Führer in den Kriegsjahren 1796, 1799, 1800 und 1809. Aufgewachsen im Rankweiler Ortsteil Brederis, wo er ab 1777 als Lehrer wirkte, kommandierte Nachbauer zur Zeit der napoleonischen Kriege die Rankweiler Schützen und war ihr Anführer beim Aufstand gegen die Bayern im Jahr 1809. 1813 verhaftet, verstarb er noch im selben Jahr in Haft in der Festung Ingolstadt. Das von Ferdinand und Mathias Bechtold aus Feldkirch geschaffene Denkmal wurde 1910 eingeweiht.
- Weinproduktion am Liebfrauenberg: Erste Erwähnung im rätischen Reichsurbar von 842, größte Ausdehnung im 14. und 15. Jahrhundert. Noch Mitte des 18. Jahrhunderts existierten in Rankweil Weingärten im Ausmaß von rund 33 Hektar. Jahrzehntelange Missernten, Rebenkrankheiten sowie der Bau der Arlbergbahn, die eine billige Zufuhr von Weinen ermöglichte, ließen den Weinbau in Rankweil völlig erliegen. Nach langer Unterbrechung wurde an der Berghalde 1983 erstmals wieder Wein angebaut.
- Fuchshaus: Das heutige Fuchshaus ist ein Blockbau aus dem 17. Jahrhundert, das ursprünglich als Gasthaus „Zur Krone“ errichtet wurde. 1837 wurde das Gasthaus aufgelöst und in eine Salpetersiederei umgewandelt. 1935 wurde das Haus von der Familie Fuchs renoviert. Dabei wurden die Fensterläden mit den Fuchsköpfen versehen, von denen das Haus seinen Namen hat. Seit 1940 ist das Fuchshaus im Besitz der Marktgemeinde Rankweil. Dem Einbau einer Turnhalle im ehemaligen Stadel im Jahr 1956 folgten eine umfassende Renovierung und die Umwidmung zu einem Sozialzentrum im Jahr 1999. Heute sind im Fuchshaus die Volkshochschule, der Krankenpflegeverein Rankweil und die Gemeinwesenstelle Mitanand untergebracht.

### Kirchen und Kapellen
Neben der Basilika zeugen zahlreiche Kirchen und Kapellen von der Stellung Rankweils als Pilgerzentrum Vorarlbergs. Rankweil liegt direkt am österreichischen Jakobsweg, was jedes Jahr unzählige Pilger nach Rankweil lockt.
- Wallfahrtskirche Unserer Lieben Frauen Mariä Heimsuchung: Die Wallfahrtskirche, auch Basilika Rankweil genannt, hat ihre Anfänge im frühen Mittelalter um etwa 700 in einer churrätischen Kirchenburg mit Mauerring und Friedhof. Seit dem 9. Jahrhundert war die Kirche Zentrum einer Großpfarrei. 1445 wurde sie im Zürcher Krieg durch einen Brand stark beschädigt. 1657/58 erbaute der Barockbaumeister Michael Beer die berühmte Loretokapelle, das Zentrum der Wallfahrt mit dem Gnadenbild, einer Lindenholzskulptur um 1480 von Hans Rueland. Bis 1816 gehörte Rankweil mit dem Vorarlberger Oberland zum Bistum Chur. Den Titel einer päpstlichen Basilica minor erhielt sie 1985.
- Pfarrhäuser auf dem Liebfrauenberg: Mehrere Gebäude auf dem Liebfrauenberg dienten als Pfarrhof, Mesner- oder Frühmesserhaus.
- St. Michaels-Kirche: Nach einer Legende wurde den Engeln, die beim Bau der Liebfrauenkirche mitgeholfen hatten, zum Dank von den Rankweilern die St.-Michaels-Kirche erbaut. Sie steht auf halber Höhe des Liebfrauenberges am Hauptzugang zur Wallfahrtskirche inmitten des alten Friedhofes. Die Kirche wurde im Jahre 1300 in einem Ablassbrief zum ersten Mal erwähnt. 1533 wurde St. Michael erneut nach einer Langhauserweiterung eingeweiht. Der darunter liegende Friedhof wurde 1901 errichtet.
- Pestkapelle: In den Jahren 1412/13 wurde Rankweil von der Pest besonders stark heimgesucht. Damals starben etwa im Kloster Valduna 23 von 52 Nonnen; in der Roten Mühle, der späteren Kompaniesäge, überlebte von 18 Bewohnern allein ein kleiner Junge. In dankbarem Gedenken ließ dieser 1447 diesen mit einem flachen Kreuzgratgewölbe ausgestatteten Betraum errichten. In Erinnerung an den Wohltäter, der im Jahre 1726 die Kapelle renovieren ließ, trug sie bis vor einigen Jahrzehnten noch den Namen „Thomas Sturnische Kapelle in der Hasengasse“.
- St.-Peter-Kirche: Im alten Zentrum Rankweils, 817 erstmals urkundlich erwähnt, 1627 barockisiert, 1731 Turmaufbau mit Zwiebelhaube. War wie die Liebfrauenkirche Mutterpfarre zahlreicher umliegender Gemeinden, 1238 bis 1806 im Besitz des Klosters Kreuzlingen. Ab 1833 Pfarrvikariat der Bergkirche, aber ehrenhalber Titel Pfarrei mit kleiner zugehöriger Pfarrgemeinde.
- Beinhaus St. Peter: Das aus der Barockzeit stammende Beinhaus dient der Aufbewahrung von Gebeinen aus neu genutzten Gräbern. Es präsentiert sich als schlichter Rechtecksbau, an dessen Nordseite zwei Gedächtnistafeln aus der ersten Hälfte des 18. Jahrhunderts zu sehen sind.
- St.-Anna-Kirche: Am westlichen Ende des Ortsteils Brederis soll einst eine kleine, der Hl. Anna geweihte Kapelle gestanden haben. Der Volkssage zufolge wurde die Kirche an jener Stelle errichtet, an der der Hl. Eusebius von Viktorsberg den Märtyrertod erlitten haben soll. Die Kirche St. Anna ersparte den Bürgern von Brederis den weiten Kirchgang nach Rankweil. Der rasante Bevölkerungszuwachs in Brederis veranlasste die Bevölkerung zu einem Kirchenneubau. Als 1959 die St.-Eusebius-Kirche im Ort eingeweiht wurde, geriet das Kirchlein am Feld beinahe in Vergessenheit. Im Jahre 1996 wurde mit der Generalsanierung der St.-Anna-Kirche begonnen, diese wurde 2001 abgeschlossen.
- St.-Eusebius-Kirche: 1958 erbaut, im Ortsteil Brederis; schöner spätgotischer St. Anna-Altar aus der Werkstätte des Ivo Stiegel (Memmingen, um 1500).

### Museen
- Museum für Druckgrafik: Ziel des 2004 eröffneten Museums ist es, dem Besucher einen Einblick in eine komplett funktionierende Druckwerkstatt zu bieten und umfassend über die verschiedenen Techniken der Druckgrafik zu informieren. Damit soll bei einem breiten Publikum ein tiefes Verständnis für die künstlerische Originalgrafik aufgebaut werden. Gerade im Bereich des Steindrucks droht in den kommenden Jahren viel Wissen verloren zu gehen, da es immer weniger Steindrucker gibt. Hier liegt ein Hauptaufgabenbereich des Museums: Die Dokumentation der alten Techniken, damit das Wissen auch für kommende Generationen gesichert ist.

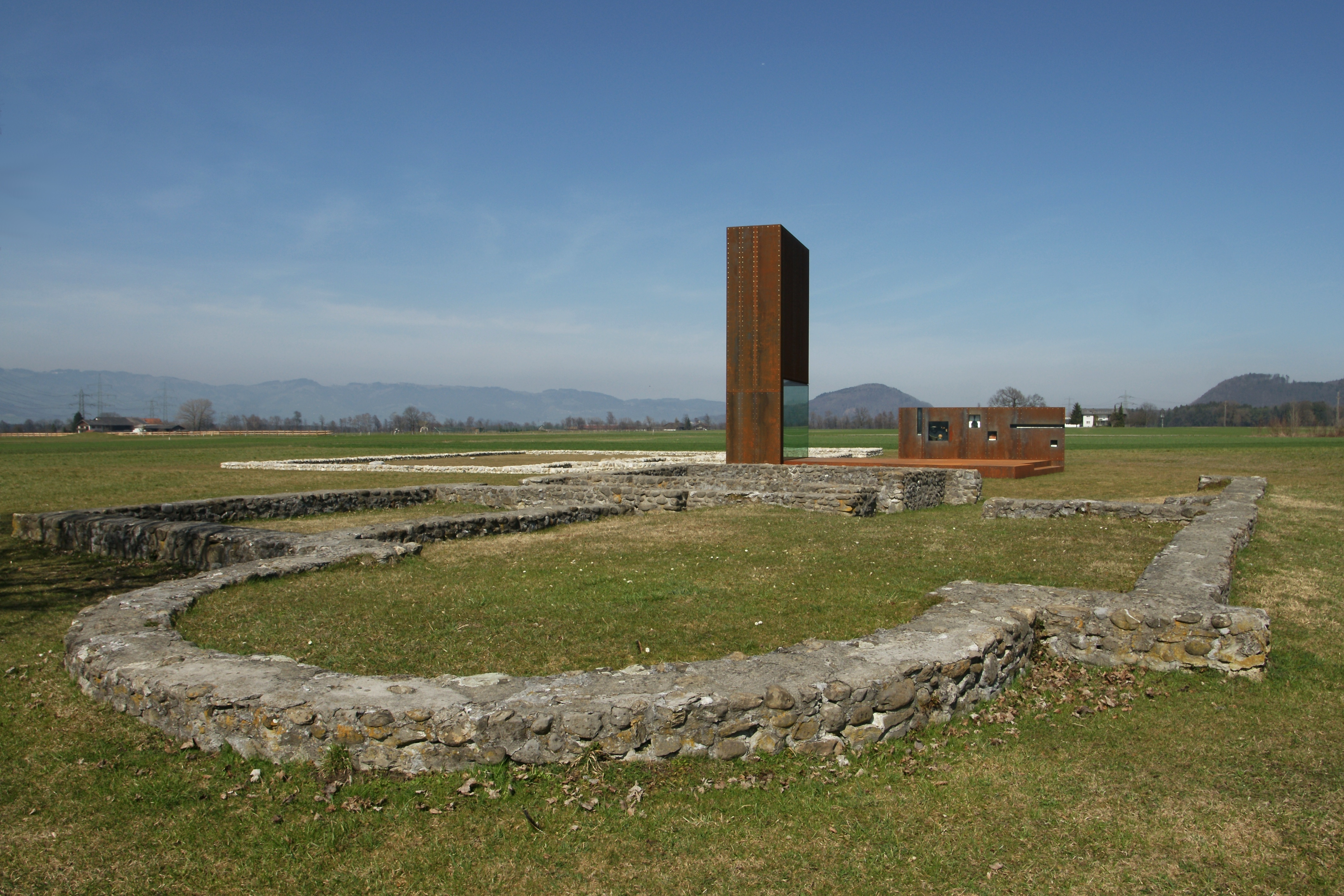
Römervilla

- Freilichtmuseum Römervilla: Auf einem Schuttkegel der Frutz inmitten des Bresner Weitriedes errichteten römische Siedler im 1. Jh. n. Chr. einen landwirtschaftlichen Gutshof, der aus mehreren Gebäuden bestand. Nachdem bereits 1954 die Reste eines mit einer Apsis und einer Bodenheizung ausgestatteten Hauses entdeckt wurden, legten Archäologen des Bundesdenkmalamtes zwischen 2002 und 2007 zwei weitere Gebäude frei: das ehemalige Haupthaus der Anlage und das römische Badehaus. Seit 2007 stehen Informationsstelen auf dem Gelände (siehe Foto). Die erhaltenen Mauern bestehen hauptsächlich aus Flussgeröllen (Schrattenkalk, Drusbergschichten), für die Kanten wurde regional vorkommender Kalktuff verwendet (ähnlich wie bei der mutmaßlichen Poststation Clunia in Feldkirch-Altenstadt).[21]

Nicht nur das Museum selbst bietet den Besuchern einen direkten Einblick in die Zeit der Römer in Vorarlberg. Mitglieder der „Legio XXI Rapax“ (römische Besatzungstruppe in Raetien) sowie Germanen aus dem hohen Norden lassen regelmäßig die römische Antike lebendig werden, indem sie auf unterhaltsame Art den Alltag römischer Soldaten und der Zivilbevölkerung veranschaulichen.
- Natalie-Beer-Museum: Seit 1994 befindet sich im Turmzimmer beim Waldfriedhof das Natalie-Beer-Museum. Dort sind persönliche Gegenstände aus dem Nachlass der Dichterin sowie ihre Werke ausgestellt.[23] Beer war bis zu ihrem Tod eine Sympathisantin des Dritten Reichs, gilt jedoch auch als jene Schriftstellerin Vorarlbergs, welche die größte öffentliche Anerkennung erfahren hat.[24]

## Sport

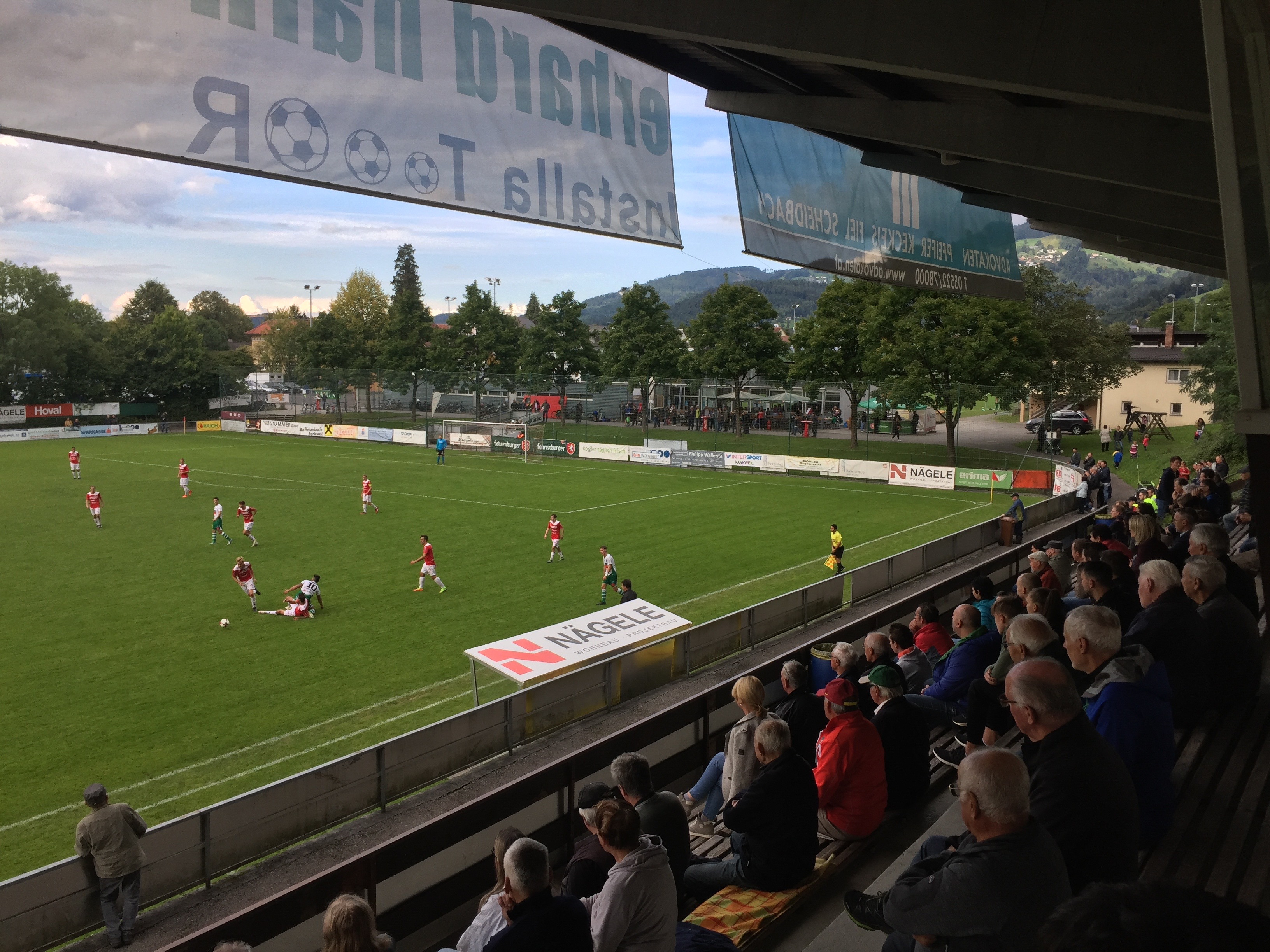
Gastrastadion Rankweil

Rankweil hat zahlreiche Sport- und Tennisplätze, eine Tennishalle, eine Skateboardanlage, einen Sportschützenplatz und eine Eislauffläche für Publikumseislauf und Eishockey, einen Fitnessparcours am Schafplatz sowie eine Finnenbahn. Seit 2008 verfügt Rankweil außerdem über einen 18-Loch-Golfplatz. Rankweils Sportvereine sind durchaus auch über Landesgrenzen erfolgreich: Der Verein Pool Player Club Rankweil spielte in der österreichischen Poolbillard-Bundesliga. Der Fußballverein FC Rot-Weiß Rankweil war bis 2009 in der Regionalliga West. In der Saison 2011/2012 gewann der HC Rankweil den VEHV-Cup und wurde Meister der CS EHL Vorarlberg. Auch Leichtathleten aus Rankweil haben es immer wieder an die nationale Leistungsspitze geschafft, Klaus Bodenmüller erreichte sogar Weltklasse. Zudem führten schon öfters große internationale Radrundfahrten durch den Ort; Rankweil war dabei schon Etappenziel der Österreich-Radrundfahrt. Seit einigen Jahren ist in Rankweil der Sitz des einzigen Profi-Radteams in Vorarlberg. Das Team Vorarlberg besitzt eine UCI Continental-Lizenz.

## Wirtschaft und Infrastruktur
Die Marktgemeinde Rankweil ist das Zentrum der Region Vorderland – rund 12.000 Einwohner leben im 22 km² großen Gemeindegebiet. Mit 6.310 Erwerbstätigen bei rund 12.000 Einwohnern ist Rankweil eine Einpendler-Gemeinde. 4.512 Bürger umliegender Gemeinden finden in insgesamt 311 Arbeitsstätten einen Arbeitsplatz. Knapp 500 Personen in Rankweil sind selbstständige Erwerbstätige. Der wirtschaftliche Nachwuchs wird an 404 Lehrstellen ausgebildet.
In Rankweil agieren viele Unternehmen global, unter ihnen bekannte Markenführer. Der Branchenmix reicht vom High-Tech-Gerät zum Fruchtsaft (Rauch Fruchtsäfte), vom Zulieferer der Auto- und Motorenindustrie bis hin zu Laserprodukten.
Der Anteil der landwirtschaftlichen Flächen an der Gesamtfläche liegt bei rund 47 Prozent.

### Wirtegemeinschaft Rankweil
Landesweit bekannt ist Rankweil für die vielen Gasthäuser und Gastgärten. Der Ursprung für diese hohe Dichte an gut bürgerlichen Wirtshäusern liegt an der langen Geschichte Rankweils als Wallfahrtsort. Die meisten großen Gasthöfe Rankweils sind Mitglied in der Wirtegemeinschaft Rankweil. Dabei handelt es sich um einen Zusammenschluss von Rankweiler Gastronomen, die durch regelmäßigen Erfahrungsaustausch und gemeinsame Projekte ihre Kräfte bündeln.

### Kaufmannschaft Rankweil-Vorderland
Die Interessengemeinschaft Kaufmannschaft Rankweil-Vorderland hat zum Ziel, die Stärken und Fähigkeiten von Betrieben, Einzelhändlern, Handwerkern und Dienstleistern zu bündeln und zu verbinden. Der Wirtschaftsraum Rankweil-Vorderland soll durch gemeinsame Aktionen als Ort zum Leben, Arbeiten und Einkaufen besser bekannt gemacht werden.

### Öffentliche Einrichtungen
In Rankweil gibt es mit der Höheren Technische Bundeslehr- und Versuchsanstalt (HTL), der Höheren Lehranstalt für wirtschaftliche Berufe (HLW) und neu ab Sommer 2022 der Höheren Lehranstalt für Kommunikations- und Mediendesign (HLK) drei höhere Schulen. Des Weiteren gibt es die Mittelschule Rankweil-Ost.

## Umwelt
e5 ist eine landesweite Auszeichnung für Gemeinden, die im Umweltschutz besonders aktiv sind. Rankweil hat für umgesetzte Projekte 2012 das vierte von fünf „e“ erhalten. Besonders aktiv ist die Gemeinde in den Bereichen Energieeffizienz, erneuerbare Energieträger und nachhaltige Mobilität. Beispielsweise sind alleine am Mühlbach zehn private Wasserkraftwerke in Betrieb. Der gewonnene Strom versorgt unter anderem auch das Ende 2011 neu errichtete Sozialzentrum Haus Klosterreben, das als Rankweils Vorzeigeprojekt im Bereich Energieeffizienz gilt. So wird beispielsweise die Warmwasserbereitung im Sommer zu 100 Prozent aus der Solaranlage des Hauses bereitgestellt.

## Gesundheit und Soziales
Die Marktgemeinde Rankweil wurde 2012 gemeinsam mit sechs weiteren Vorarlberger Gemeinden als „familieplus Gemeinde“ für vorbildliche Kinder-, Jugend- und Familienpolitik ausgezeichnet. Bereits im Jahr 1996 hat sich Rankweil als eine der ersten Gemeinden des Landes an der ersten Phase des Programmes beteiligt, damals unter der Bezeichnung „Familiengerechte Gemeinde“. 2010 wurde ein Sozialleitbild bis 2020 erarbeitet. Daraus entstand beispielsweise der Kinder- und Familientreff Bifang oder die Veranstaltungsreihe Kind sein in Rankweil, die unter anderem spezielle Veranstaltungen für Väter und Kinder beinhaltet.
Die Gemeinwesenstelle Mitanand bietet Hilfe in schwierigen Lebenssituationen für Kinder, Jugendliche, Familien und Senioren. Zudem gibt es für Senioren einen Seniorenmittagstreff, den Mobilen Hilfsdienst und den Rankler Hock. Familien können die Elternberatungsstelle Rankweil in Anspruch nehmen und für Jugendliche gibt es jeden Monat ein neues Programm im Jugendtreff Planet.
- Sozialzentrum Haus Klosterreben: Das im November 2011 eröffnete Haus ist speziell auf hochbetagte Senioren ausgerichtet und in fünf Wohngemeinschaften aufgeteilt. Insgesamt bietet das Sozialzentrum Platz für rund 60 Bewohner.
- Senioren-WG Rebengasse: Das Haus Rebengasse ist die erste Senioren-Wohngemeinschaft in Rankweil und wurde im November 2012 in Betrieb genommen. Das Haus liegt mitten in einer neuen Wohnanlage und ist von außen nicht als Senioren-Einrichtung zu erkennen. Ausgerichtet und eingerichtet ist die Senioren-Wohngemeinschaft für Frauen und Männer in den Pflegestufen eins bis drei. Sämtliche Aktivitäten des täglichen Lebens und die Haushaltsführung werden gemeinsam erledigt.
- Das Landeskrankenhaus Rankweil ist landesweit führend in den Bereichen Neurologie, klinische Psychologie und Psychotherapie. Zudem werden verschiedene Therapieformen angeboten: Soziotherapeutische Wohnstationen, psychiatrische sowie funktionelle Ergotherapie, Physiotherapie, Ergotherapie, Logopädie, Musiktherapie, Tanztherapie, sowie Aktivierungstherapie in den Bereichen Sport, kreatives Gestalten und Arbeitsvorbereitung, Diätdienst und Labor.

## Persönlichkeiten

### Söhne und Töchter der Gemeinde
- Johann Matthäus Abbrederis (1652–nach 1725), Orgelbauer
- Josef Sigmund Nachbauer (1759–1813), Oberleutnant und eine der führenden Persönlichkeiten bei der Vorarlberger Volkserhebung 1809
- Georg Matt (1861–1938), Bildhauer
- Jakob Ammann (1881–1955), Kaufmann und Politiker, Abgeordneter zum Vorarlberger Landtag
- Karl Schmid (1886–1950), Lehrer und Politiker
- Josef Märk (1913–1998), Leiter der Landesforstabteilung Vorarlberg, Schriftsteller
- Alexander Begle (1921–1968), Fußballspieler und -funktionär
- Egmont Jenny (1924–2010), Arzt, Politiker und Publizist
- Regina Branner (1931–2017), Kugelstoßerin, Fünfkämpferin und Speerwerferin
- Ernst Fink (1933–2011), Gutsverwalter und Politiker, Abgeordneter zum Vorarlberger Landtag
- Günter Dietrich (* 1941), ehemaliger Landtagsabgeordneter und Nationalratsabgeordneter
- Elisabeth Wäger-Häusle (1942–2019), Schriftstellerin und Dramaturgin
- Oswald Oelz (* 1943), ehemaliger österreichisch-schweizerischer Arzt und Alpinist
- Nikolaus Walter (* 1945), Fotograf
- Johannes Rauch (* 1959), Politiker, Vorarlberger Landesrat und österreichischer Gesundheitsminister
- Wolfgang Linder (* 1961), Schriftsteller und Kabarettist
- Doris Knecht (* 1966), Schriftstellerin und Journalistin
- Mario Reiter (* 1970), Skirennläufer und Olympiasieger

### Personen mit Bezug zur Gemeinde
- Mathias Jenny (1865–1939), Gemeinderat und Landtagsabgeordneter
- Natalie Beer (1903–1987), Schriftstellerin
- Herbert Keßler (1925–2018), Politiker und ehemaliger Landeshauptmann von Vorarlberg
- Klaus Bodenmüller (* 1962), Leichtathlet und Europameister (Halle)